# Китайский национальный симфонический оркестр
Китайский национальный симфонический оркестр (кит. трад. 中国国家交响乐团, пиньинь Zhōngguó Guójiā Jiāoxiǎng Yuètuán) — национальный оркестр Китая.
Он был основан как Центральный филармонический оркестр Китая (Central Philharmonic Orchestra of China, CPOC) в 1956 году под управлением дирижёра Ли Делуна. В 1996 году он был реорганизован и переименован в Китайский национальный симфонический оркестр.
Ся Гуань — исполнительный директор оркестра. Главный дирижёр оркестра — Мишель Плассон, главный постоянный дирижёр — Синьцао Ли, Мухай Тан — дирижёр-лауреат, а Эн Шао — главный приглашенный дирижёр.

## История

### Основание и первый концерт
Ли Делун дирижировал первым концертом в Пекине в ознаменование 200-летия со дня рождения Вольфганга Амадея Моцарта. В 1996 году Центральная филармония была реорганизована и переименована в ЦНСО. В то время CNSO не только исполняла много западной классической музыки, такой как Бетховен, Брамс, Чайковский и Вагнер, но также представила множество произведений, таких как Кантата Хуанхэ, написанных китайскими композиторами.

### Пекинский концертный зал
Пекинский концертный зал был основан как киноцентр в 1927 году. Он был перестроен для оркестра в 1960 году. Пекинский концертный зал вмещает до 1024 человек.